# Cornelis Volpartsz
Cornelis Volpartsz, ook Cornelis Volpertsz (overleden Gouda, 17 februari 1529) was een Noord-Nederlandse glasschilder die werkzaam was in Gouda.

## Biografische aantekeningen

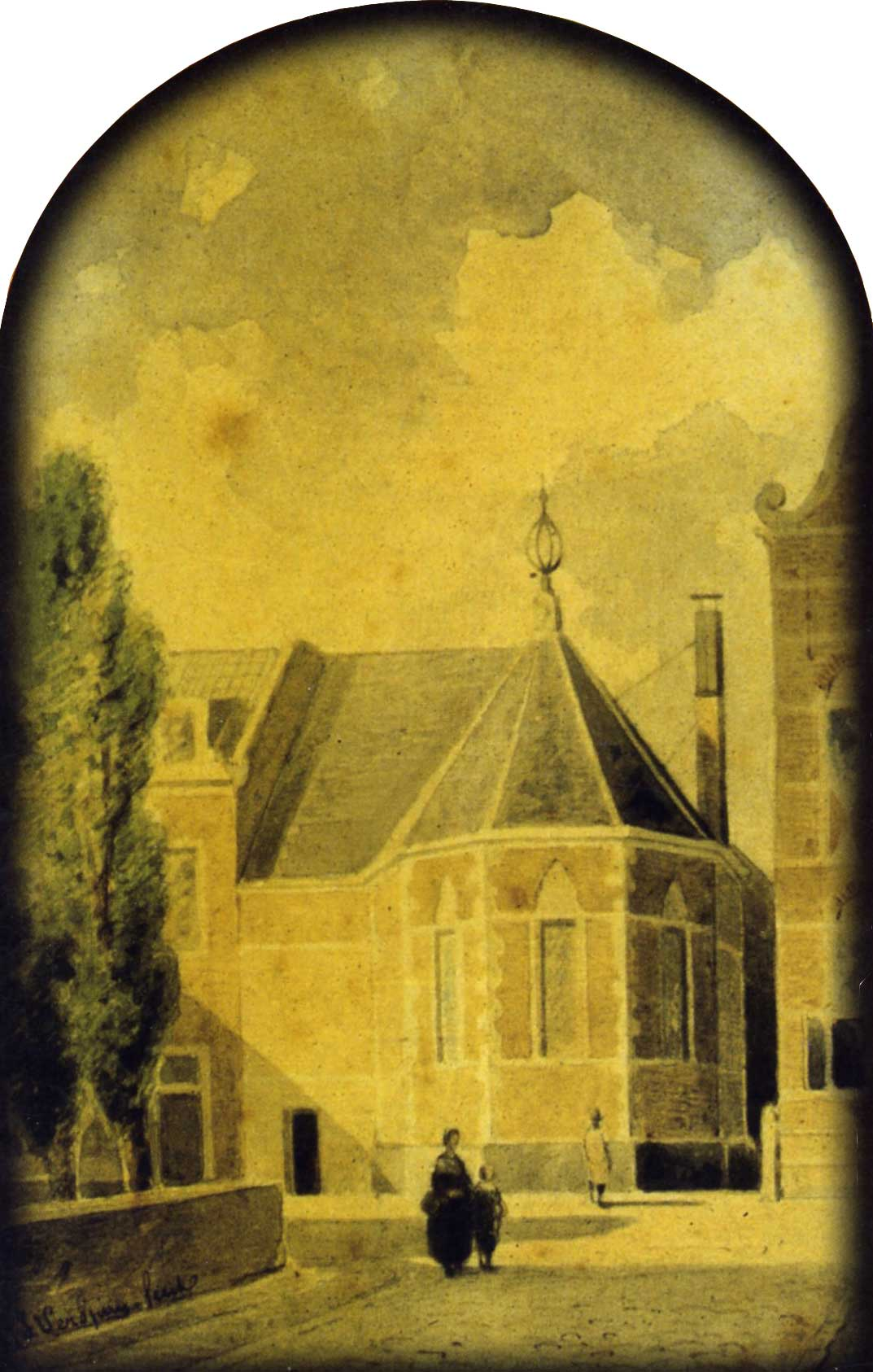
De Jeruzalemkapel van de collatiebroeders in Gouda

De lekebroeder Cornelis Volpartsz behoorde tot de Goudse collatiebroeders. Hij was tevens glasschilder. In de periode 1501 tot 1529 heeft hij diverse opdrachten in Gouda uitgevoerd. Zo maakte hij in 1501 voor de raadskamer in het Goudse stadhuis vier gebrandschilderde ramen en repareerde er in 1518 acht. Dat het om meer dan gewone glazen gaat blijkt, volgens Taal, uit de rekening voor het papier om daar de ontwerpen op te maken, de zogenaamde cartons. Ook in opdracht van een van zijn verwanten, de Goudse pensionaris en vriend van Erasmus mr. Jacobus Mauritii, vervaardigde hij meerdere ramen.
Twee van de in 1501 gebrandschilderde ramen zouden betaald zijn door ene Dirck Hoeck bij wijze van een oplegde boete. Cornelis Volpartsz bracht de volgende tekst aan in het raam: "Dirck Hoeck woude naer de Weth niet leven, Tot Correctie heeft hij dees twee glasen gegeven".
Samen met de rector van de collatiebroeders onderhandelde hij in 1516 over de hoogte van de opgelegd afdracht aan de Rekenkamer in Den Haag als gevolg van een op 5 januari 1516 afgekondigd edict door Karel V. Taal veronderstelt tevens dat Cornelis Volpartsz namens de collatiebroeders ook al in 1506 had weten te bewerkstelligen dat de bisschop van Utrecht hen diverse voorrechten verleende. In 1522 verstrekte Cornelis Volpartsz een voorschot aan de parochiekerk voor de aanschaf van nieuwe klokken. Hij overleed zo blijkt uit een notitie op 17 februari 1529. Cornelis Volpartsz staat aan begin van een periode waarin de glasschilderkunst in Gouda tot bloei zou komen, onder meer door de werken van de gebroeders Dirck en Wouter Crabeth. 